# Liste der Kulturdenkmale im Kyffhäuserkreis

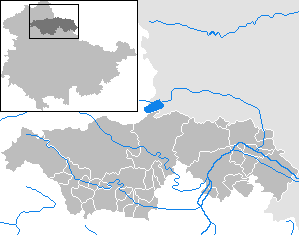
Aufteilung des Landkreises in einzelne Gemeinden

Wappen des Landkreises

Die Liste der Kulturdenkmale im Kyffhäuserkreis listet die Kulturdenkmale im nordthüringischen Kyffhäuserkreis, aufgelistet nach einzelnen Gemeinden. Die Angaben in den einzelnen Listen ersetzen nicht die rechtsverbindliche Auskunft der zuständigen Denkmalschutzbehörde.

## Aufteilung
Wegen der großen Anzahl von Kulturdenkmalen im Kyffhäuserkreis ist diese Liste in Teillisten nach den Städten und Gemeinden aufgeteilt.
| Stadt/Gemeinde               | Karte | Kulturdenkmale                                 | Bild eines Denkmals       |
| ---------------------------- | ----- | ---------------------------------------------- | ------------------------- |
| Abtsbessingen                |       | Kulturdenkmale in Abtsbessingen                |                           |
| An der Schmücke              |       | Kulturdenkmale in An der Schmücke              |                           |
| Artern                       |       | Kulturdenkmale in Artern                       | Die Veitskirche           |
| Bad Frankenhausen/Kyffhäuser |       | Kulturdenkmale in Bad Frankenhausen/Kyffhäuser |                           |
| Bellstedt                    |       | Kulturdenkmale in Bellstedt                    |                           |
| Borxleben                    |       | Kulturdenkmale in Borxleben                    |                           |
| Clingen                      |       | Kulturdenkmale in Clingen                      | Kirche St. Gumberti       |
| Ebeleben                     |       | Kulturdenkmale in Ebeleben                     |                           |
| Etzleben                     |       | Kulturdenkmale in Etzleben                     |                           |
| Freienbessingen              |       | Kulturdenkmale in Freienbessingen              |                           |
| Gehofen                      |       | Kulturdenkmale in Gehofen                      |                           |
| Greußen                      |       | Kulturdenkmale in Greußen                      |                           |
| Helbedündorf                 |       | Kulturdenkmale in Helbedündorf                 |                           |
| Holzsußra                    |       | Kulturdenkmale in Holzsußra                    |                           |
| Kalbsrieth                   |       | Kulturdenkmale in Kalbsrieth                   | Das Schloss               |
| Kyffhäuserland               |       | Kulturdenkmale in Kyffhäuserland               | Die Orangerie Bendeleben  |
| Mönchpfiffel-Nikolausrieth   |       | Kulturdenkmale in Mönchpfiffel-Nikolausrieth   |                           |
| Niederbösa                   |       | Kulturdenkmale in Niederbösa                   |                           |
| Oberbösa                     |       | Kulturdenkmale in Oberbösa                     |                           |
| Oberheldrungen               |       | Kulturdenkmale in Oberheldrungen               |                           |
| Reinsdorf                    |       | Kulturdenkmale in Reinsdorf                    |                           |
| Rockstedt                    |       | Kulturdenkmale in Rockstedt                    |                           |
| Roßleben-Wiehe               |       | Kulturdenkmale in Roßleben-Wiehe               | Schönewerda, das Gutshaus |
| Sondershausen                |       | Kulturdenkmale in Sondershausen                | Westflügel des Schlosses  |
| Topfstedt                    |       | Kulturdenkmale in Topfstedt                    |                           |
| Trebra                       |       | Kulturdenkmale in Trebra                       |                           |
| Wasserthaleben               |       | Kulturdenkmale in Wasserthaleben               |                           |
| Westgreußen                  |       | Kulturdenkmale in Westgreußen                  |                           |